# Steve Podborski
Steve Podborski (n. 25 iulie 1957, Toronto, Ontario, Canada) este un schior alpin ce a reprezentat Canada, medaliat olimpic. A participat la 2 ediții ale Jocurilor Olimpice (1980, 1984) în care a câștigat o medalie de bronz.